# USS Salt Lake City (CA-25)
El USS Salt Lake City (CA-25) de la Armada de los Estados Unidos fue un crucero pesado de la clase Pensacola bautizado en honor a la capital del 45.º estado Utah. Fue puesto en gradas en 1927, botado en 1929 y comisionado en 1929. Fue uno de los barcos objetivo de la Operación Crossroads y tuvo su baja en 1946. Fue finalmente hundido como objetivo en 1948.

## Construcción
Fue construido por New York Shipbuilding Corporation de Kearny, Nueva Jersey; fue puesto en gradas el 9 de junio de 1927, botado el 23 de enero de 1929 y comisionado el 11 de diciembre de 1929 en el Philadelphia Navy Yard.
Tuvo 9100 t de desplazamiento, 178 m de eslora, 19 m de manga y 6 m de calado; una propulsión de 4 turbinas de vapor a 4 hélices (potencia 107 000 shp, velocidad 32,7 nudos); y un armamento de 10 cañones de 203 mm (2×3 y 2×2), 4 cañones de 127 mm y 6 tubos lanzatorpedos de 533 mm.

## Historia de servicio
Durante la II Guerra Mundial, el crucero Salt Lake City participó de la batalla del cabo Esperanza (11-12 de octubre de 1942) formando TF 64 junto a los cruceros Boise, Helena y San Francisco. Después participó de la campaña de las Islas Aleutianas (marzo-agosto de 1943). Finalizado el conflicto, el buque ganó once estrellas de batalla y la Navy Unit Commendation.
En 1946 el Salt Lake City fue uno de los seleccionados para la Operación Crossroads, una serie de pruebas nucleares en el atolón Bikini, océano Pacífico. El crucero resistió una explosión aérea el 1.º de julio y una explosión submarina el 25 de julio. Fue descomisionado el 29 de agosto. Finalmente fue hundido como objetivo el 25 de mayo de 1948.